# Matilde Marshal
Matilde Marshal, Contessa di Norfolk (1192 – 27 marzo 1248), figlia maggiore di Guglielmo il Maresciallo e di Isabella di Clare.

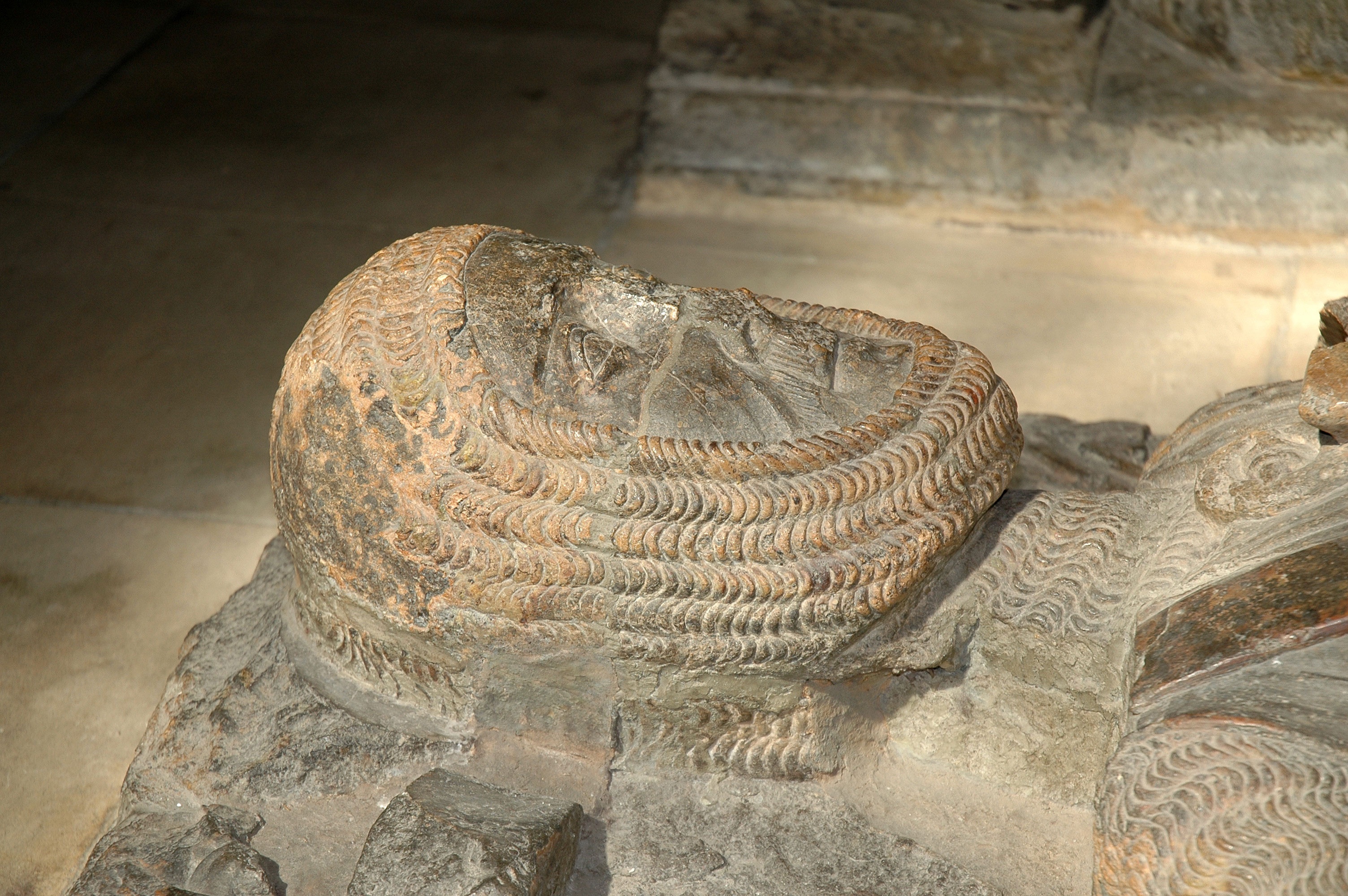
Guglielmo il Maresciallo, Primo conte di Pembroke, a Temple Church, Londra

Matilde Marshal nacque in una data imprecisata, benché si sia inclini a collocarla attorno al 1192, da Guglielmo il Maresciallo, reggente per il giovane Enrico III d'Inghilterra, e da Isabella di Clare. Matilde era, insieme ai numerosi fratelli e sorelle, erede dell'immenso patrimonio di famiglia, derivante anche dal ramo materno, i genitori della madre infatti erano Riccardo di Clare ed Eva MacMurrough, nobili importanti ed estremamente ricchi.
Il padre di Matilde, Guglielmo, era un importante esponente della corte, fedele a Giovanni d'Inghilterra combatté con lui nella Prima guerra dei baroni e fu reggente fino alla sua morte avvenuta nel 1219.
Attorno al 1207 Matilde sposò il suo primo marito, Ugo Bigod, III conte di Norfolk (1182 circa – 1225), Hugh era stato uno dei firmatari della Magna Charta e quando nel 1221 ereditò il titolo di conte di Norfolk, Matilde divenne contessa.
Insieme ebbero cinque figli:
- Roger Bigod, IV conte di Norfolk (1209 – 1270), sposò Isabella di Scozia, figlia di re Guglielmo I di Scozia
- Hugh Bigod (1212 – 1266), fu Giustiziere d'Irlanda
- Isabella Bigod (1212 circa – 1250), si sposò con Gilbert de Lacy, e successivamente con JohnFitzGeoffrey (Shere 1205 circa – Surrey 23 novembre 1258)
- Ralph Bigod (1218 - ???).

Matilde rimase vedova nel 1225 e prima del 13 ottobre dello stesso anno si risposò con William de Warenne, V conte di Surrey (morto nel 1240), insieme ebbero due figli:
- Giovanni de Warenne, VI conte di Surrey (agosto 1231 – 29 settembre 1304 circa), sposò la sorellastra di Enrico III d'Inghilterra, Alice di Lusignano
- Isabella de Warenne (1228 circa – prima del 20 settembre 1282), sposò Hugh d'Aubigny, V conte di Arundel.

Matilde rimase nuovamente vedova nel 1240 e il figlio Giovanni succedette al titolo del padre, poiché però era ancora un bambino la tutela delle proprietà passò allo zio della regina Eleonora di Castiglia, Pietro II di Savoia.
Matilde morì il 27 marzo 1248 e venne sepolta con le altre donne della sua famiglia all'abbazia di Tintern.